# بروزیمپیانو
بروزیمپیانو (به ایتالیایی: Brusimpiano) یک کومونه در ایتالیا است که در استان وارزه واقع شده‌است.

## خصوصیات
بروزیمپیانو ۵٫۹ کیلومترمربع مساحت و ۱٬۱۲۱ نفر جمعیت دارد و ۲۸۹ متر بالاتر از سطح دریا واقع شده‌است.